# Javier Alfonso Cendón
Javier Alfonso Cendón (León, 21 de octubre de 1983) es un ingeniero informático, profesor, político y sindicalista español. Ejerce como diputado en el Congreso de los Diputados, desde 2019.

## Biografía

### Formación y carrera docente
De familia berciana, es sobrino del antiguo alcalde de Fabero Demetrio Alfonso Canedo. Se licenció en ingeniería informática en la Universidad de León (2005) y en la Universidad Estatal de Connecticut Central (New Britain, Connecticut). Completó su formación académica con una licenciatura en Investigación y Técnicas de Mercado, y tres máster: MBA en la Universidad Politécnica de Madrid y uno sobre Energías Renovables y el otro sobre Seguridad Informática, ambos en la Universidad de León. Posteriormente ejerció como profesor titular en el Área de Proyectos de Ingeniería de la Universidad de León (2016). También ha sido profesor en la Universidad de Xiangtan (China).

### Ámbitos sindical y político
Afiliado al sindicato socialista UGT, fue el responsable de la juventud de UGT en Castilla y León (hasta 2018) y fue miembro de la dirección joven de la Confederación Europea de Sindicatos. Afiliado al PSOE, fue responsable de la participación del grupo local en León (2012-2016) y es secretario general de la provincia de León (desde finales de 2017). Encabezó la lista del PSOE al Congreso de los Diputados por León en las elecciones generales de 2019.
Como Diputado en el Congreso a ostentado los siguientes cargos:
- Vocal Comisión de Transportes y Movilidad Sostenible desde el 09/04/2024 al 21/06/2024
- Vocal Comisión de Economía, Comercio y Transformación Digital desde el 04/12/2023 al 21/06/2024

- Vocal de la Diputación Permanente desde el 21/11/2023
- Portavoz adjunto de la Junta de Portavoces desde el 14/09/2023
- Vocal de la Comisión de Ciencia, Innovación y Universidades desde el 04/12/2023
- Vocal de la Comisión de Reglamento desde el 21/11/2023
- Ponente de la Ponencia de la Proposición de reforma del Reglamento del Congreso de los Diputados (410/7) desde el 14/07/2025
- Miembro de la Delegación española en la Conferencia sobre Estabilidad, Coordinación Económica y Gobernanza en la Unión Europea (CECEG) desde el 17/08/2023

### Caso Mediador
Javier Alfonso anunció que emprendería acciones legales contra aquellos medios de comunicación que le identifiquen como uno de los diputados socialistas que asistia junto a Tito Berni a fiestas donde había cocaína y prostitutas, e insistió en que no asistió a ninguna cena con él.En 2024, la Policía afirmó que no podía identificar a los diputados que participaron en dicha cena.

## Premios
- Galardonado con un contrato Torres Quevedo (2010) para desarrollar proyectos de investigación, desarrollo e innovación en el Instituto Nacional de Ciberseguridad (Incibe).[7]